# Butzow (Beetzseeheide)
Butzow è una frazione del comune tedesco di Beetzseeheide, nel Land del Brandeburgo.

## Storia
Il 1º febbraio 2002 il comune di Butzow venne soppresso e fuso con i comuni di Gortz e Ketzür, formando il nuovo comune di Beetzseeheide.